# Cirkus Scandinavia
Cirkus Scandinavia var en dansk cirkus, der turnerede fra 1991 til 1995.
Cirkus Scandinavias ejere var trapezartisten Conny Hende og hendes mand Jørgen Hansen.
Cirkus Scandinavia havde et 2-masters cirkustelt.

## Historie
Cirkus Scandinavia blev etableret i 1991 af Jørgen Hansen og luftakrobaten Conny Hende (Conny Hende Lidal). I første sæson var blandt andre gentlemantyven Kenny Quinn og et kosaknummer udført af hollandske Guido Leidelmeyer iblandt de optrædende. Første sæson skulle have varet i seks måneder, men stoppede halvvejs, blandt andet fordi cirkus havde svært ved at få teltarbejdere. Det lykkedes at komme på turné igen i 1992. Cirkus Scandinavia blev senere overtaget at Conny Hendes søn Poul Erik Lidal. Sidste sæson var 1995.